# Funicular de Barranco
El funicular de Barranco estaba ubicado en los acantilados de la ciudad de Lima, Perú. Conectaba el pueblo de Barranco con los Baños de Barranco (actualmente las playas de la Costa Verde).
La importancia del funicular de Barranco se debe a que fue el noveno en instalarse a nivel mundial siendo mucho más antiguo que el de La Rioja en Argentina; el de Santiago de Chile y el de Moserrate de Bogotá.

## Historia
Fue construido por el comerciante de origen alemán Rudolf L. Holtig. El 28 de julio de 1896 fue inaugurado durante el gobierno de Nicolás de Piérola. Prestó servicio hasta 1930. En 1976 se decidió su cierre definitivo.
Actualmente se encuentra en rehabilitación para ser convertido en Museo por la Municipalidad de Barranco. El costo de la restauración bordea los S/. 5 millones y estará a cargo del Ministerio de Vivienda, Construcción y Saneamiento.

## Características
Era accionado por un sistema hidráulico de contrapesos mediante el uso de aguas filtradas de la playa. El funicular contaba con doble vía. La estación estaba estructurada de filigrana en madera. El vagón tenía capacidad para transportar a 28 personas y estaba hecho de madera fina.

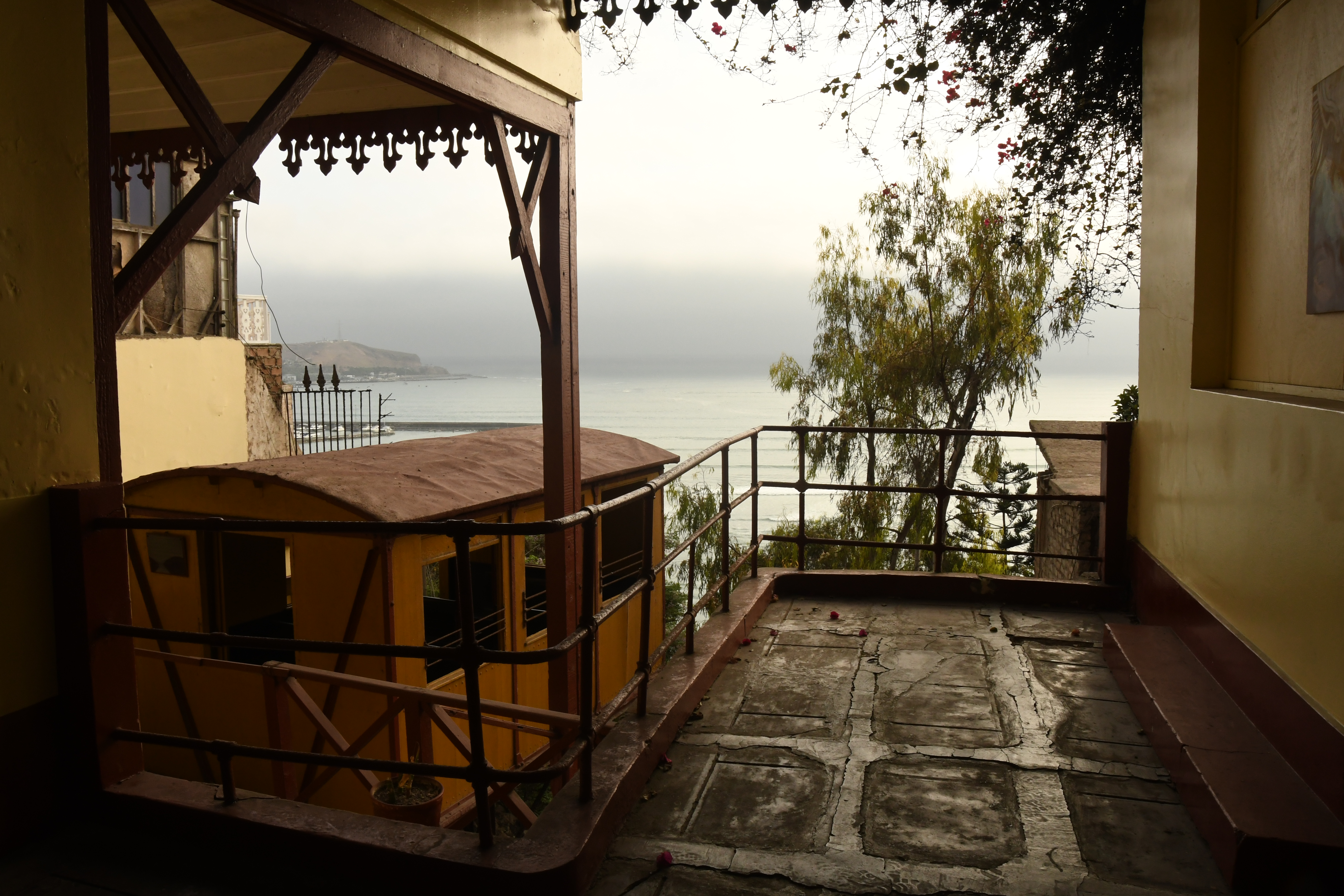
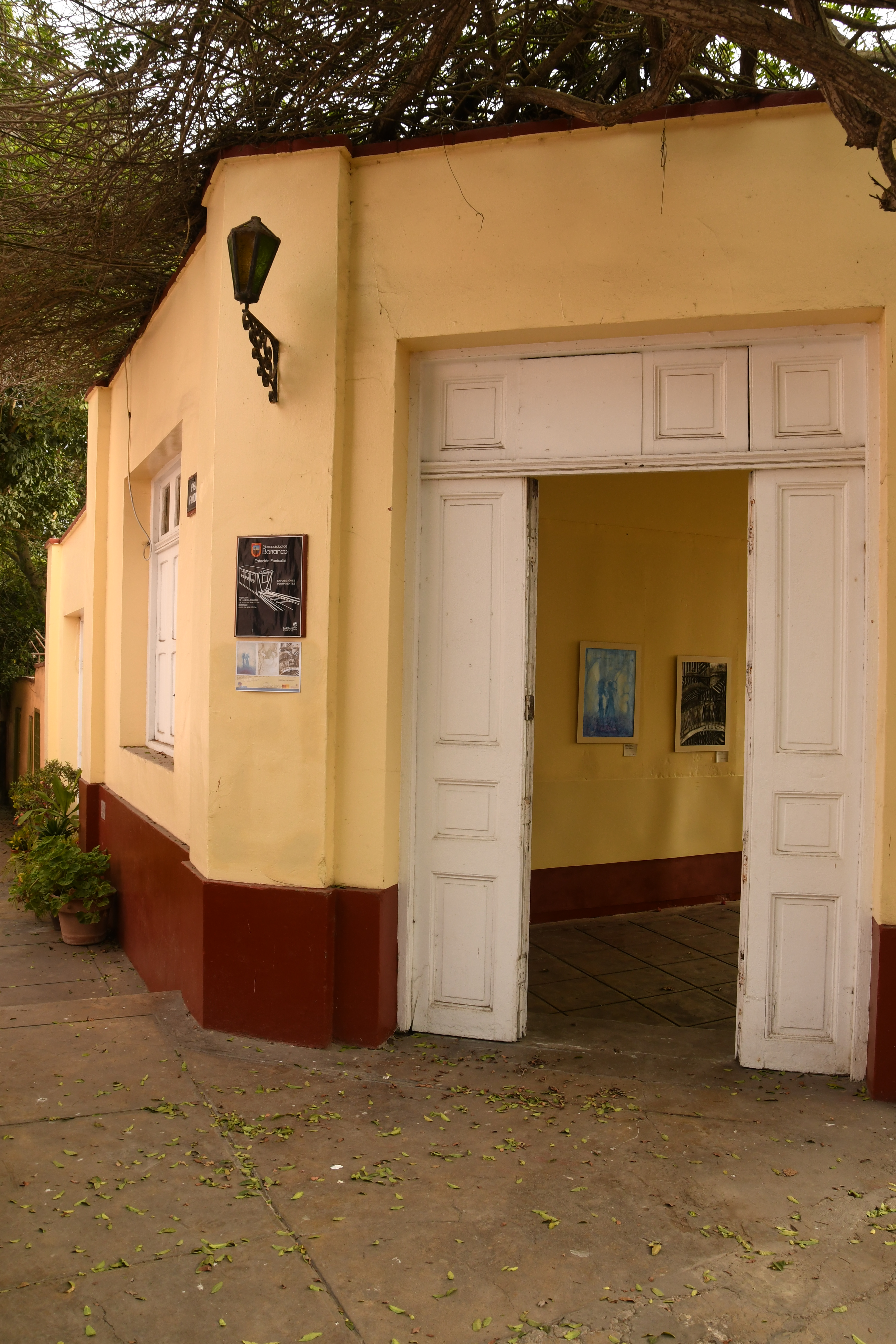